# Vojtěch Cepl

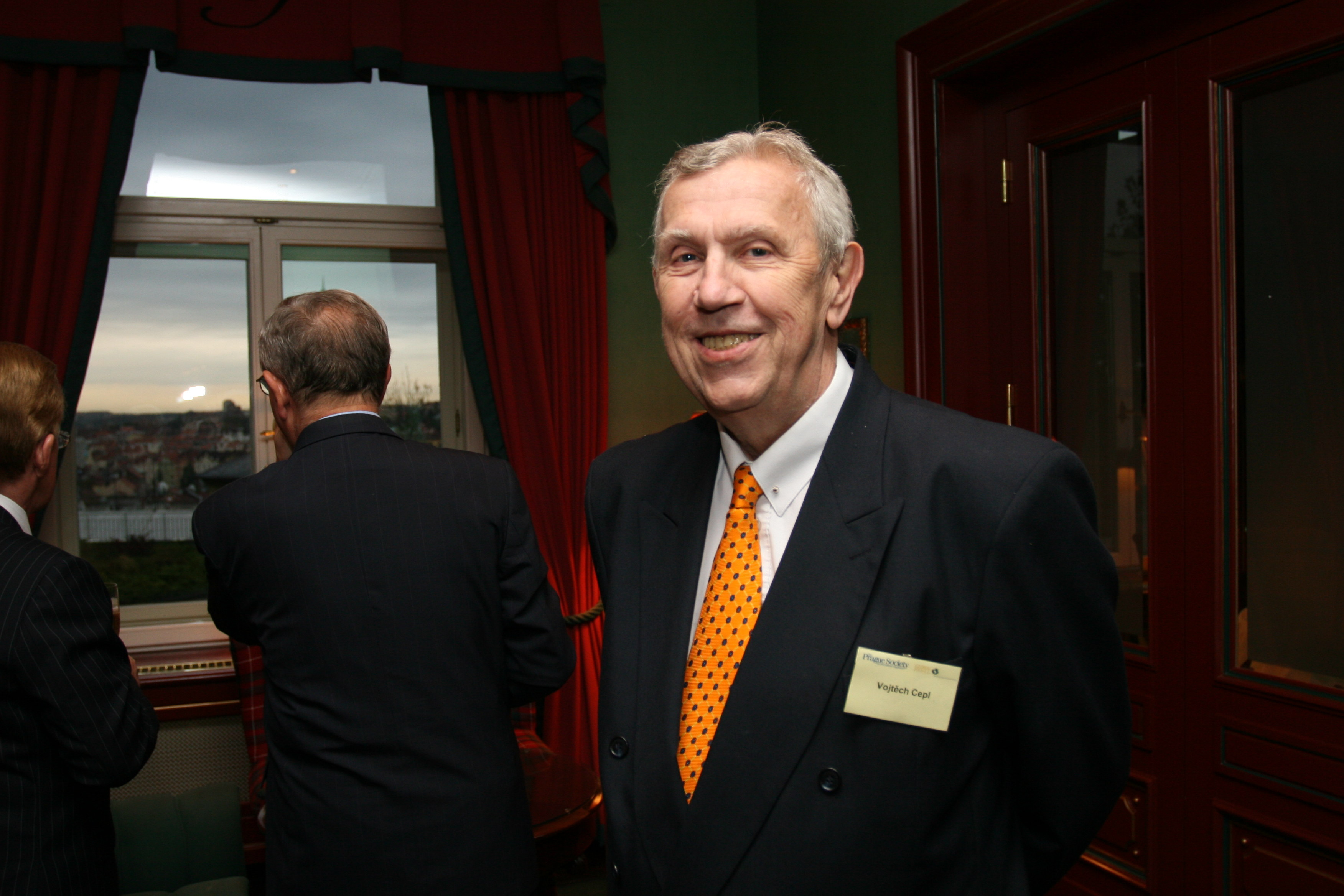
Vojtěch Cepl (2007)

Vojtěch Cepl (* 16. Februar 1938 in Prag; † 21. November 2009 ebenda) war ein tschechischer Jurist und Hochschullehrer. Von 1993 bis 2003 war er Richter am Verfassungsgericht der Tschechischen Republik. Er war einer der Autoren der derzeitigen Verfassung der Tschechischen Republik.

## Leben
Cepl absolvierte die Juristische Fakultät der Karls-Universität Prag im Jahre 1961, wurde danach zunächst Kandidat der Wissenschaften (CSc.) und promovierte 1966 zum Doktor der Rechtswissenschaft (JUDr.). Ab 1965 wirkte er als Hochschullehrer an seiner Fakultät, ohne Mitglied einer Partei zu sein. Zunächst war er Assistent am Lehrstuhl Staatstheorie und Staatsrecht.
Von 1967 bis 1970 studierte Cepl als Postgraduierter theoretische Rechtssoziologie an der University of Oxford (Großbritannien) und an der University of Michigan Law School (USA). Ab 1971 war er Fachassistent am Lehrstuhl für staatsbürgerliches Recht. Er habilitierte sich 1989.
Nach der Samtenen Revolution wurde er 1990 Prodekan für Auslandsbeziehungen und wurde Lehrstuhlleiter für Staatsbürgerliches Recht, 1993 dann dort auch Professor. Daneben war er Mitglied mehrerer Legislativkommissionen für die Neuschaffung zahlreicher Gesetze, dem Bürgerlichen Gesetzbuch und der Verfassung. In dieser Zeit wurde er Mitglied der Demokratischen Bürgerallianz (ODA), musste als Verfassungsrichter jedoch seine Mitgliedschaft aufgeben.
Zwischen 1990 und 1993 war er Gastdozent an britischen, kanadischen und US-amerikanischen Law Schools. 1993 war er Gastprofessor an der University of San Francisco und der University of Chicago. 1996 wurde er zum Distinguished visiting professor an der Georgetown University in Washington D. C. ernannt.
Am 15. Juli 1993 wurde er zum Richter des Tschechischen Verfassungsgerichts ernannt. Nach dem Ende des Richteramts war er wiederum Dozent an der Prager Juristischen Fakultät.
Bekanntheit erlangte er auch durch die Sendereihe „Člověk a demokracie“ (Mensch und Demokratie) des tschechischen Radiosenders Český rozhlas 6.